# Joële Van Effenterre
Joële Van Effenterre (* 28. September 1945 in Albi) ist eine französische Filmeditorin und Regisseurin.

## Leben
Joële Van Effenterre wurde an der Pariser Filmhochschule IDHEC ausgebildet. Seit 1968 ist sie als Filmeditorin tätig.
Ab 1988 hatte sie die Regie bei vier Dokumentarfilmen. Bis 2014 wirkte sie bei rund 80 Filmproduktionen mit.

## Filmografie (Auswahl)

### Filmschnitt
- 1973: Die Einladung (L’invitation)
- 1977: Die kleinen Pariserinnen (Diabolo menthe)
- 1977: Die Spitzenklöpplerin (La dentellière)
- 1977: Die eine singt, die andere nicht ( L’une chante, l’autre pas)
- 1979: Die Geschichte der Laura M (Laura, les ombres de l’été)
- 1983: Entre Nous – Träume von Zärtlichkeit (Coup de foudre)
- 1985: Der Boß (Hold-Up)
- 1987: A Man in Love (Un homme amoureux)
- 1988: Verraten (Betrayed)
- 1989: Music Box – Die ganze Wahrheit (Music Box)
- 1992: Far from Berlin
- 1998: Gott allein sieht mich (Dieu seul me voit)
- 2000: Le pique-nique de Lulu Kreutz
- 2003: Monsieur N.
- 2004: Die Perlenstickerinnen (Brodeuses)
- 2009: Vivre!
- 2009: Gamines
- 2011: Das Wunder der Natur (La Clé des champs)
- 2013: Gestrandet (Les Déferlantes)

### Dokumentarfilme
- 1988: Artémise portrait d’une femme ordinaire
- 1992: Les Jardins du Luxembourg
- 2001: Après la tempête
- 2007: Défense de la France